# La Vilella Alta
La Vilella Alta är en kommun i Spanien.   Den ligger i provinsen Província de Tarragona och regionen Katalonien, i den östra delen av landet, 400 km öster om huvudstaden Madrid. Antalet invånare är 143. Arean är 5,2 kvadratkilometer. La Vilella Alta gränsar till La Morera de Montsant, Torroja del Priorat, Gratallops, La Vilella Baixa och Cabacés. 
Terrängen i La Vilella Alta är kuperad åt nordväst, men åt sydost är den platt.